# THB Champions League
THB Champions League este primul eșalon din sistemul competițional fotbalistic din Madagascar. Competiția este organizată în 6 grupe a câte 4 echipe calificate din cele 22 ligi regionale din țară. Liga este sponsorizată de către Three Horses Beer, o firmă de bere din Madagascar.

## Foste campioane
| - 1962 : AS Fortior - 1963 : AS Fortior - 1964: necunoscut - 1965: necunoscut - 1966: necunoscut - 1967: necunoscut - 1968 : Fitarikandro - 1969 : US Fonctionnaires - 1970 : MMM Toamasina - 1971 : AS St. Michel - 1972 : Fortior Mahajanga - 1973 : JS Antalaha - 1974 : AS Corps Enseignement - 1975 : AS Corps Enseignement - 1976 : no championship - 1977 : AS Corps Enseignement | - 1978 : AS St. Michel - 1979 : Fortior Mahajanga - 1980 : MMM Toamasina - 1981 : AS Somasud - 1982 : Dinamo Fima - 1983 : Dinamo Fima - 1984 : nu s-a disputat - 1985 : AS Sotema - 1986 : BTM Antananarivo - 1987 : JOS Nosy-Bé - 1988 : COSFAP - 1989 : AS Sotema - 1990 : ASF Fianarantsoa - 1991 : AS Sotema - 1992 : AS Sotema - 1993 : BTM Antananarivo | - 1994 : FC Rainizafy - 1995 : FC Fobar - 1996 : FC BVF - 1997 : DSA Antananarivo - 1998 : DSA Antananarivo - 1999 : AS Fortior - 2000 : AS Fortior - 2001 : SOE Antananarivo - 2002 : AS Adema - 2003 : Ecoredipharm - 2004 : USJF Ravinala - 2005 : USCA Foot - 2006 : AS Adema - 2007 : Ajesaia - 2008 : Académie Ny Antsika - 2009 : Ajesaia |

## Performanțe după club
| Club                  | Oraș           | Titlu | Ultimul titlu |
| --------------------- | -------------- | ----- | ------------- |
| AS Fortior            | Toamasina      | 4     | 2000          |
| AS Corps Enseignement | Toliara        | 3     | 1977          |
| AS Sotema             | Mahajanga      | 3     | 1992          |
| AS Adema              | Antananarivo   | 2     | 2006          |
| FC BVF                | Antananarivo   | 2     | 1996          |
| BTM Antananarivo      | Antananarivo   | 2     | 1986          |
| Dinamo Fima           | Antananarivo   | 2     | 1983          |
| DSA Antananarivo      | Antananarivo   | 2     | 1998          |
| Fortior Mahajanga     | Mahajanga      | 2     | 1979          |
| MMM Toamasina         | Toamasina      | 2     | 1980          |
| AS St. Michel         | Saint Michel   | 2     | 1978          |
| Ajesaia               | Antananarivo   | 2     | 2009          |
| JS Antalaha           | Antalaha       | 1     | 1973          |
| COSFAP                | Antananarivo   | 1     | 1988          |
| Ecoredipharm          | Tamatave       | 1     | 2003          |
| ASF Fianarantsoa      | Fianarantsoa   | 1     | 1990          |
| Fitarikandro          | Fianarantsoa   | 1     | 1968          |
| FC Fobar              | Toliara        | 1     | 1995          |
| JOS Nosy-Bé           | Hell-Ville     | 1     | 1987          |
| AS Somasud            | Toliara        | 1     | 1981          |
| SOE Antananarivo      | Antananarivo   | 1     | 2001          |
| USCA Foot             | Antananarivo   | 1     | 2005          |
| USJF Ravinala         | Antananarivo   | 1     | 2004          |
| US Fonctionnaires     | Antananarivo   | 1     | 1969          |
| Académie Ny Antsika   | Vakinankaratra | 1     | 2008          |